# Spoladea
Spoladea é um gênero de mariposa pertencente à família Crambidae.